# Andrea Walther
Andrea Walther (* 1970 in Bremerhaven) ist eine deutsche Mathematikerin und Hochschullehrerin.

## Leben und Wirken
Walther absolvierte zunächst eine Ausbildung zur Bankkauffrau und begann 1991 ein Studium der Wirtschaftsmathematik an der Universität Bayreuth, das sie 1996 mit dem Diplom abschloss. Ab 1997 war sie als wissenschaftliche Mitarbeiterin einer DFG-Forschergruppe an der Technischen Universität Dresden tätig. An dieser Universität wurde sie 1999  promoviert. Ihre Dissertation, Program Reversal Schedules for Single-and Multi-processor Machines, wurde von Andreas Griewank betreut. Von 2000 bis 2008 arbeitete sie als Forschungsassistentin und Juniorprofessorin an der Technischen Universität Dresden, wo sie sich 2008 habilitierte.
Walther übernahm von 2009 den Lehrstuhl an der Universität Paderborn und wechselte 2019 als Professorin für Optimierung an das Institut für Mathematik der Humboldt-Universität zu Berlin.
Seit 2020 ist Walther Obfrau der Vereinigung European Women in Mathematics.
Andrea Walther hat seit 1999 zahlreiche Beiträge in mathematischen Fachzeitschriften, Tagungsberichten und Sammelwerken verfasst. Mit Andreas Griewank ist Walther Coautorin der zweiten Auflage des Buches Evaluating derivatives: principles and techniques of algorithmic differentiation (Society for Industrial and Applied Mathematics, 2008).

## Forschungsgebiete
Walthers Forschungsbereiche sind Nichtlineare Optimierung, Nichtglatte Optimierung, Wissenschaftliches Rechnen und Automatisches Differenzieren. 